# Социологија локалних заједница
Социологија локалних заједница проучава особености институционалне структуре и нормативног одређења управљања и одлучивања у локалној заједници. Развојем утицаја свих структура друштва на живот у окружењу, локална заједница постаје важан оквир за социјални рад, односно за задовољење оних потреба које у највећој мери зависе од квалитета интеракције појединаца и група у локалној заједници.